# Thomas Thynne, 2. Viscount Weymouth

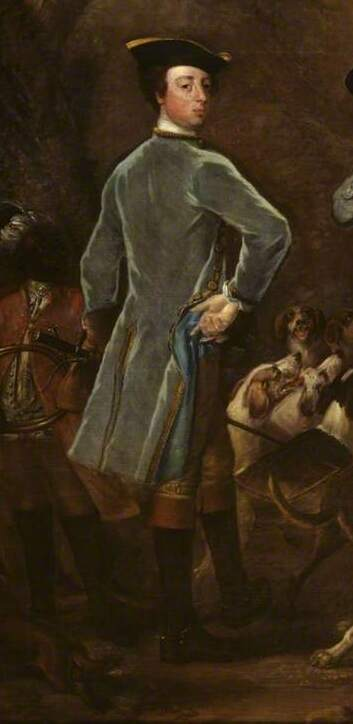
Thomas Thynne auf der Jagd, Ausschnitt aus einem Gemälde von John Wootton

Thomas Thynne, 2. Viscount Weymouth (* 21. Mai 1710; † 13. Januar 1751 in Longleat) war ein britischer Adliger und Politiker.
Thomas Thynne entstammte der Familie Thynne. Er war der einzige Sohn von Thomas Thynne, dem ältesten Sohn des Höflings Henry Frederick Thynne und von Mary Villiers, der ältesten Tochter von Edward Villiers, 1. Viscount Villiers und von Barbara Chiffinch. Sein Vater starb noch vor seiner Geburt am 24. April 1710 an den Pocken. Seine Mutter heiratete im Dezember 1711 in zweiter Ehe George Granville, 1. Baron Lansdown of Biddeford. Nach dem Tod von Thomas Thynne, 1. Viscount Weymouth, dem ältesten Bruder seines Großvaters Henry Frederick Thynne, im Juli 1714 wurde der vierjährige Thomas Erbe von dessen Titeln und der umfangreichen Ländereien der Familie Thynne in West- und Südwestengland, darunter Longleat. Mit Erreichen seiner Volljährigkeit 1731 wurde Thynne Mitglied des House of Lords und führte die Titel 2. Viscount Weymouth, 2. Baron Thynne und 3. Baronet, of Kempsford.

## Ehen und Nachkommen
In erster Ehe heiratete er am 6. Dezember 1726 in Whitehall Elisabeth Sackville, die zweite Tochter von Lionel Sackville, 1. Duke of Dorset und von Elizabeth Colyear. Seine Frau starb bereits  am 19. Juni 1729, die Ehe war kinderlos geblieben. In zweiter Ehe heiratete er am 3. Juli 1733 Louisa Carteret, die zweite Tochter von John Carteret, 2. Earl Granville und von Frances Worsley, sie war eine Urenkelin von Thomas Thynne, 1. Viscount Weymouth und damit seine Cousine zweiten Grades. Sie starb am 25. Dezember 1736, er hatte mit ihr zwei Söhne:
- Thomas Thynne (1734–1796)
- Henry Frederick Thynne (1735–1826)

Sein ältester Sohn Thomas erbte seine umfangreichen Ländereien und seine Titel, er wurde 1789 zum Marquess of Bath erhoben. Sein zweiter Sohn Henry Frederick Thynne wurde 1776 der Erbe von seinem Großvater John Carteret, 2. Earl Granville, er wurde 1784 zum Baron Carteret erhoben.